# Nyírbátor
Nyírbátor är en stad i provinsen Szabolcs-Szatmár-Bereg i nordöstra Ungern. Staden hade 11 715 invånare (2019).